# Andor (seriál)
Andor [ˈɑːndə(r)]IPA je americký televizní seriál, který pro streamovací službu Disney+ vytvořil Tony Gilroy. Jedná se o prequel k filmu Rogue One: Star Wars Story (2016), který sleduje postavu Cassiana Andora pět let před událostmi filmu.
Výkonný producent Diego Luna si zopakoval svou roli Cassiana Andora ze snímku Rogue One; dále hrají Stellan Skarsgård, Adria Arjona, Fiona Shaw, Denise Gough, Kyle Soller a Genevieve O'Reilly. Lucasfilm oznámil seriál zaměřený na Cassiana Andora v listopadu 2018, k němuž se připojil Luna a jako showrunner byl najat Stephen Schiff. V dubnu 2020 Schiffa na pozici tvůrce a showrunnera nahradil spoluautor Rogue One, Gilroy. Natáčení začalo na konci listopadu 2020, přičemž Gilroy nemohl kvůli pandemii covidu-19 režírovat, jak bylo plánováno. Natáčení probíhalo v londýnských studiích Pinewood a v lokacích v Anglii a Skotsku a skončilo v září 2021.
Premiéra seriálu Andor proběhla 21. září 2022 a jeho první řada měla 12 epizod.
Natáčení druhé řady začalo 21. listopadu 2022. Přestože natáčení pokračovalo i přes stávku cechu amerických herců SAG-AFTRA léta 2023, protože probíhalo v Anglii, nemohlo být dokončeno kvůli obsazení několika členů SAG-AFTRA a bylo přerušeno jen několik týdnů před dokončením v červenci téhož roku. Natáčení bylo dokončeno 9. února 2024.
První tři díly druhé řady měly premiéru 22. dubna 2025 a tato řada bude poslední. Na její závěr bude přímo navazovat film Rogue One.

## Premisa
Příběh mapuje události posledních pěti let před filmem Rogue One: Star Wars Story (2016) a sleduje skupinu postav, které se staví proti Galaktickému Impériu během formování Povstání, včetně Cassiana Andora, člověka, jenž se stane revolucionářem a který se přidá k Povstání.

## Postavy a obsazení

### Hlavní postavy
- Diego Luna (v českém znění Matouš Ruml[10]) jako Cassian Andor, původem z planety zničené Impériem; ten se v průběhu děje stane ze zloděje toto Impérium okrádajícího, osudem galaxie neinteresovaného, bojovníkem proti němu a povstaleckým špiónem, jakým je v Rogue One. Gilroy ho popsal jako přirozeného vůdce, který umí manipulovat s lidmi, a dodal, že je „skutečně dokonalým druhem špióna, válečníka, zabijáka.“[11]
  - Antonio Viña jako mladý Cassian, kdy mu na jeho rodné planetě říkali Kassa
- Genevieve O'Reilly (v českém znění Helena Dvořáková[10]) jako Mon Mothma, imperiální senátorka za planetu Chandrila, která pomohla se vznikem Povstalecké aliance a je jednou z jeho vůdců[11]
- Kyle Soller (v českém znění Jan Meduna[10]) jako Syril Karn, zástupce šéfa bezpečnostní organizace Pre-Mor Authority (pracující pro Impérium), který je odhodlan zajmout Andora[11]
- Denise Gough (v českém znění Eva Leimbergerová[10]) jako Dedra Meero, důstojník Imperiální výzvědné služby ISB[12][11]
- Stellan Skarsgård (v českém znění Ladislav Županič (1. série) / Miloslav Mejzlík (2. série)[10]) jako Luthen Rael, Caleenin kontakt patřící k Povstalecké alianci[12][11]
- Adria Arjona (v českém znění Berenika Kohoutová[10]) jako Bix Caleen, Andorova spojenkyně[11]
- Faye Marsay (v českém znění Zuzana Ščerbová[10]) jako Vel Sartha, velitelka povstalecké mise na planetě Aldani a Mothmina sestřenice

### Vedlejší postavy
- Forest Whitaker (v českém znění Zbyšek Pantůček[10]) jako Saw Gerera, veterán Klonových válek a vůdce militantní skupiny povstalců[13][11]
- Dave Chapman (v českém znění Roman Říčař[10]) jako B2EMO, starý záchranný droid, patřící po desetiletí Cassianově adoptivní rodině, kvůli čemuž už není v ideálním stavu[11]
- Fiona Shaw (v českém znění Vlasta Peterková[10]) jako Maarva Andor, Cassianova adoptivní matka[11]
- Joplin Sibtain (v českém znění Roman Štabrňák[10]) jako Brasso, Andorův kolega
- James McArdle (v českém znění Jiří Racek[10]) jako Timm Karlo, chodí s Caleen a je její spolupracovník
- Rupert Vansittart (v českém znění Miloslav Mejzlík) jako náčelník Hyne, Syrilův nadřízený a šéf bezpečnostní organizace Pre-Mor Authority
- Alex Ferns (v českém znění Filip Rajmont[10]) jako seržant Linus Mosk, důstojník Pre-Mor Authority
- Gary Beadle (v českém znění David Suchařípa[10]) jako Clem Andor, Maarvin partner
- Anton Lesser (v českém znění Pavel Soukup[10]) jako major Partaga, Imperiální důstojník ISB, nadřízený Dedry
- Kathryn Hunter (v českém znění Ludmila Molínová[10]) jako Eedy Karn, Syrilova matka
- Sule Rimi (v českém znění Jan Teplý[10]) jako Poručík Gorn, Imperiální důstojník na Aldani, který tajně spolupracuje s povstalci
- Alex Lawther (v českém znění Robert Urban[10]) jako Karis Nemik, povstalec na Aldani
- Gershwyn Eustache Jnr (v českém znění Igor Orozovič[10]) jako Taramyn Barcona, povstalec na Aldani a bývalý Stormtrooper
- David Hayman jako náčelník domorodců na Aldani.[14]
- Alastair Mackenzie (v českém znění Viktor Dvořák[10]) jako Perrin Fertha, Mothmin manžel a také senátor
- Bronte Carmichael (v českém znění Veronika Divišová[10]) jako Leida, třináctiletá dcera Mothmy a Fertha
- Ebon Moss-Bachrach (v českém znění Robert Jašków[10]) jako Arvel Skeen, povstalec na Aldani
- Varada Sethu (v českém znění Petra Tenorová) jako Cinta Kaz, povstalkyně na Aldani, zdravotnice týmu a přítelkyně Vel
- Elizabeth Dulau (v českém znění Lucie Štěpánková) jako Kleya Marki, Lutenova asistentka v jeho obchodě se starožitnostmi
- Ben Bailey Smith (v českém znění Jacob Erftemeijer) jako Blevin, supervizor ISB
- Robert Emms (v českém znění Kryštof Krhovják) jako Lonni Jung, supervizor ISB[15]
- Stanley Townsend (v českém znění Pavel Šrom) jako komandant Jayhold Beehaz, Imperiální důstojník a Gornův nadřízený na Aldani
- Ben Miles (v českém znění Jan Čenský) jako Tay Kolma, bankéř z planety Chandrila, spojec Mothmy a její přítel z dětství
- Malcolm Sinclair (v českém znění Václav Knop) jako plukovník Yularen, důstojník ISB; tato postava se objevila v několika dřívějších projektech Star Wars. Ve filmu hlavní ságy Nová naděje jej ztvárnil Robert Clarke a v animovaných seriálech Klonové války a Povstalci jej daboval Tom Kane
- Andy Serkis (v českém znění Jan Šťastný) jako Kino Loy, Andorův spoluvězeň a vedoucí směny nucených prací v Imperiálním vězení a zároveň továrně na planetě Narkina 5; v sequelové trilogii Star Wars, ztvárnil Serkis nejvyššího vůdce Snoka
- Duncan Pow (v českém znění Ondřej Kavan) jako Ruescott Melshi, vězeň na Narkina 5
- Christopher Fairbank (v českém znění Luděk Nešleha) jako Ulaf, vězeň tamtéž
- Clemens Schick jako Ham, vězeň tamtéž[16]
- Brian Bovell (v českém znění Adrian Jastraban) jako Jemboc, vězeň tamtéž
- Tom Reed (v českém znění Karel Heřmánek ml.) jako Taga, vězeň tamtéž
- Josef Davies (v českém znění Matěj Dadák) jako Xaul, vězeň tamtéž
- Adrian Rawlins jako Dr. Rhasiv, vězeň a vězeňský lékař tamtéž

Seriál do češtiny přeložil Vojtěch Kostiha. Český dabing režíroval Vladimír Žďánský. Ve 2. sérii byl zesnulý dabér Luthena Raela Ladislav Županič nahrazen Miloslavem Mejzlíkem. Miloslav Mejzlík ve filmu Rogue One: Star Wars Story daboval postavu Admirála Radduse, zde byl kvůli dabingu Luthena Raela nahrazen Hanušem Borem.

## Vysílání
| Řada | Díly | Premiéra na Disney+ | Premiéra na Disney+ |
| Řada | Díly | První díl           | Poslední díl        |
| ---- | ---- | ------------------- | ------------------- |
| 1    | 12   | 21. září 2022       | 23. listopadu 2022  |
| 2    | 12   | 22. dubna 2025      | 13. května 2025     |